# L’Hospitalet
L'Hospitalet – miejscowość i gmina we Francji, w regionie Prowansja-Alpy-Lazurowe Wybrzeże, w departamencie Alpy Górnej Prowansji.

## Demografia
Według danych na rok 1990 gminę zamieszkiwało 58 osób, a gęstość zaludnienia wynosiła 3 osoby/km². W styczniu 2015 r. L'Hospitalet zamieszkiwały 93 osoby, przy gęstości zaludnienia wynoszącej 4,8 osób/km².